# Olavo Tostes Filho
Olavo Tostes Filho foi um político brasileiro do estado de Minas Gerais. Em 1950 foi eleito deputado estadual em Minas Gerais pela UDN para a 2ª legislatura (1951 - 1955) na Assembleia. Renunciou em 5 de novembro de 1951, para tomar posse como Juiz de Direito do Distrito Federal (1891–1960).